# أيلنط فوردي
أيلنط فوردي (الاسم العلمي: Ailanthus fordii) هو نوع نباتي يتبع جنس الأيلنط من فصيلة السيماروبية.